# Rudolf von Montecuccoli
Rudolf von Montecuccoli gróf (Modena, 1843. február 22. – Baden bei Wien, 1922. május 16.) a Császári és Királyi Haditengerészet egyik tengernagya, 1904–1913 között főparancsnoka. A Modenai Hercegségben honos Montecuccoli birodalmi grófok nemzetségéből származott.

## Élete és munkássága
Rudolf Montecuccoli degli Erri gróf a fiumei Tengerészeti Akadémia elvégzése után 1859-ben tengerészkadétként (provisorischer Marinekadett) lépett a k. u. k. haditengerészet kötelékébe. 1866-ban sorhajózászlóssá (Linienschiffsfähnrich) léptették elő. Ezen év során kitüntette magát a lissai csatában.
1885-ben korvettkapitánnyá léptették elő, majd 1892-ben sorhajókapitánnyá. 1894-1895-ben a Bécsben székelő Haditengerészet Felügyelőhivatalának vezetője (Vorstand des militärischen Marinekontrollamtes) volt. 1897-ben ellentengernaggyá léptették elő. 1900-ban az újonnan felállított Kelet-Ázsiai Hajóraj vezetésével bízták meg, melyet a bokszerlázadás leveréséhez hívtak életre. 1901-től a Tengerészeti Műszaki Bizottság elnöke, 1905-től tengernagy.
Hivatali ideje alatt 1904-től épültek meg a flotta modern Tegetthoff-osztályú csatahajói, a gyorscirkálók és más kisebb hadihajók, mint a Tátra-osztály rombolói és a tengeralattjárók. Ezen kívül jelentős mértékben támogatta haditengerészeti repülést is.
Tevékenysége révén vált Ausztria-Magyarország haditengerészete modern haderővé az első világháború kitörésének idejére. 1913-ban 70. születésnapján megvált flottaparancsnoki tisztségétől és nyugdíjba vonult.
A tengernagy kiállított egyenruhája megtekinthető a bécsi Hadtörténeti Múzeum haditengerészeti csarnokában, a Marinesaalban.

## Fordítás
- Ez a szócikk részben vagy egészben  a   Rudolf Montecuccoli című német Wikipédia-szócikk ezen változatának fordításán alapul.  Az eredeti cikk szerkesztőit annak laptörténete sorolja fel. Ez a jelzés csupán a megfogalmazás eredetét és a szerzői jogokat jelzi, nem szolgál a cikkben szereplő információk forrásmegjelöléseként.